# Llista de Creus de Sant Jordi/2017/Persones

#### Persones
Informació actualitzada per un bot. Els canvis manuals es perdran quan s'actualitzi!
| Persona                       | Wikidata  | Descripció                                           | Ocupació                                           | Imatge |
| ----------------------------- | --------- | ---------------------------------------------------- | -------------------------------------------------- | ------ |
| Carme Chacón Piqueras         | Q138416   | política catalana                                    | polític professor d'universitat advocat            |        |
| Teresa Gimpera i Flaquer      | Q515048   | model i actriu catalana                              | actor model actor de cinema emprenedor             |        |
| Josep Maria Pou i Serra       | Q728797   | actor català                                         | actor de teatre actor de cinema actor de televisió |        |
| Francesc Burrull i Ill        | Q766975   | pianista i compositor català                         | compositor pianista de jazz cantant                |        |
| Gemma Mengual Civil           | Q2082592  | nedadora de sincronitzada catalana                   | nedadora sincronitzada nedador                     |        |
| Josep Cuní i Llaudet          | Q3755706  | periodista i presentador català                      | presentador de notícies periodista                 |        |
| Jaume Padrós i Selma          | Q6164801  | metge i polític català                               | metge polític                                      |        |
| Joaquim Molins i Amat         | Q9012163  | polític i empresari català                           | polític empresari enginyer industrial              |        |
| Miquel Valls i Maseda         | Q11692969 | empresari català                                     | empresari economista                               |        |
| Joan Martí i Castell          | Q11927821 | català catedràtic emèrit de Filologia Catalana       | filòleg escriptor professor d'universitat          |        |
| Joaquim Ferrer i Roca         | Q11928092 | polític i historiador català                         | historiador polític professor mercantil            |        |
| Maria Pilar Busquet i Medan   | Q11935469 | política aranesa                                     | polític empresari                                  |        |
| Miquel Crusafont i Sabater    | Q16190174 | historiador, arqueòleg, museòleg català              | historiador enginyer museòleg arqueòleg numismàtic |        |
| Borja de Riquer i Permanyer   | Q16538539 | historiador català                                   | historiador professor d'universitat escriptor      |        |
| Rosa Fabregat i Armengol      | Q16942126 | escriptora catalana                                  | escriptor farmacèutic                              |        |
| Guillem Terribas i Roca       | Q18745851 | llibreter i activista cultural català                | activista llibreter activista cultural             |        |
| Fina Birulés                  | Q19290780 | filòsofa catalana                                    | filòsof professor d'universitat escriptor          |        |
| Romà Cuyàs i Sol              | Q20100450 | activista cultural i dirigent esportiu               | activista cultural dirigent esportiu advocat       |        |
| Xavier Melgarejo i Draper     | Q21191125 |                                                      | pedagog psicòleg                                   |        |
| Jaume Miranda i Canals        | Q24262138 | cartògraf català                                     | cartògraf enginyer industrial                      |        |
| Ramon Boixadós i Malé         | Q29359074 |                                                      | enginyer industrial empresari                      |        |
| Eusebi Casanelles Rahola      | Q29359150 |                                                      | museòleg                                           |        |
| Montserrat Catalan i Benavent | Q29359328 |                                                      | funcionari                                         |        |
| Rosa Clarà i Pallarès         | Q29359401 | modista i empresària catalana                        | modista de moda empresari                          |        |
| Montserrat Freixer i Puntí    | Q29359656 | Activista catalana                                   | activista                                          |        |
| Anna Hospital Ribas           | Q29373109 | metgessa catalana especialitzada en medicina forense | metge catedràtic                                   |        |
| Josep Ildefons Suñol Soler    | Q29383969 | empresari, advocat i col·leccionista d'art català    | empresari advocat col·leccionista d'art            |        |
| Víctor Grífols i Roura        | Q29460402 | empresari barceloní                                  | empresari                                          |        |
| Lluís Roura Juanola           | Q29460621 | pintor, escultor, editor i il·lustrador de llibres   | pintor escultor il·lustrador                       |        |